# 长萼裂黄耆
长萼裂黄耆（学名：Astragalus longilobus）是豆科黄芪属的植物，为中国的特有植物。分布在中国大陆的甘肃、四川等地，生长于海拔2,700米至4,300米的地区，多生长于山坡或溪旁草地，目前尚未由人工引种栽培。